# Промышленная улица (Москва)
Промы́шленная у́лица — улица, расположенная в Южном административном округе города Москвы на территории района Царицыно.
Нумерация домов начинается от улицы Бехтерева.

## История
Улица названа 28 декабря 1966 года в связи с направлением улицы к промышленной зоне (в районе Царицыно), расположенной между улицей Бехтерева и железной дорогой Павелецкого направления МЖД.

## Расположение
Промышленная улица начинается от улицы Бехтерева, идёт на запад. Слева к ней примыкает Деловая улица. Затем улица меняет направление с западного на юго-юго-восточное. Улица заканчивается, переходя в Кавказский бульвар.

## Транспорт

### Метро
- Станция метро «Кантемировская» Замоскворецкой линии — в 500—600 м на северо-восток от начала улицы.

### Железнодорожный транспорт
- Станция Чертаново — в 200 м на юго-запад от автобусной остановки «платформа Чертаново».

### Автобус
| 814:  | Станция Бирюлёво-Товарная • Царицыно • Платформа Чертаново |
| с850: | Каширская • Кантемировская • Ереванская улица              |

«→» — остановки проходятся только при движении в прямом направлении; «←» — остановки проходятся только при движении в обратном направлении.